# (26122) Antonysutton
(26122) Antonysutton est un astéroïde de la ceinture principale.

## Description
(26122) Antonysutton est un astéroïde de la ceinture principale. Il fut découvert le 2 février 1992 à La Silla par Eric Walter Elst. Il présente une orbite caractérisée par un demi-grand axe de 2,52 UA, une excentricité de 0,07 et une inclinaison de 4,6° par rapport à l'écliptique.

## Compléments